# Xoria orthogramma
Xoria orthogramma là một loài bướm đêm trong họ Noctuidae.